# 傅绍甫
傅绍甫（1908年—1993年），中国人民解放军将领、中国人民解放军开国少将。
曾任中国人民解放军31军参谋长。1955年，授予中国人民解放军少将。